# Brometo de cobalto(II)
Brometo de cobalto (II) é o composto químico inorgânico de fórmula CoBr2. É o sal divalente de cobalto do ácido bromídrico.

## Propriedades
Brometo de cobalto (II) apresenta-se como um sólido na forma de cristais verdes. O hidrato perde 4 H2O a 100°C e o restante a 130°C. A forma anidra funde-se a 678°C.

## Preparation
Brometo de cobalto (II) pode ser preparado como um hidrato pela reação de hidróxido de cobalto (II) com ácido bromídrico como segue:
Co(OH)2(s) + 2HBr(aq) → CoBr2(aq)
Brometo de cobalto (II) anidro pode ser preparado pela reação de cobalto sólido com bromo líquido.